# Biblioteca Pública Charles A. Halbert
La Biblioteca Pública Charles A. Halbert (en inglés: Charles A. Halbert Public Library) es la biblioteca principal en el país caribeño de San Cristóbal y Nieves se localiza en la capital la ciudad de Basseterre. En 1982 un incendio destruyó todo el edificio. Recibe su nombre en honor de Charles Ashton Halbert, quien nació en Bath Village, en la isla de Nevis el 25 de abril de 1880.
Después de varios años en un ajuste temporal se mudó a una nueva sede permanente en 1997 .